# Cornufer aculeodactylus
Espèce
Synonymes
- Platymantis aculeodactyla Brown, 1952
- Platymantis aculeodactylus Brown, 1952

Statut de conservation UICN

 LC : Préoccupation mineure
Cornufer aculeodactylus est une espèce d'amphibiens de la famille des Ceratobatrachidae.

## Répartition
Cette espèce est endémique de l'archipel des Salomon. Elle se rencontre jusqu'à 500 m d'altitude sur l'île Bougainville en Papouasie-Nouvelle-Guinée et sur les îles Choiseul et Santa Isabel aux Salomon.

## Description
La femelle holotype mesure 25 mm.

## Publication originale
- Brown, 1952 : The amphibians of the Solomon Islands. Bulletin of the Museum of Comparative Zoology, vol. 107, no 1, p. 1-64 (texte intégral).